# Tidsinställd bomb

Illustration över en tidsiställd bomb.

En tidsinställd bomb är en ibland improviserad spränganordning som består av en kraftkälla, ofta i form av ett batteri; en tändhatt; sprängladdning; och en tidsmekanism som ersätter stubintråd eller andra utlösningsmekanismer. Beroende på utformningen kan bomben ställas in för detonation inom några minuter eller timmar efter den dolts inom målområdet. Denna tidsfördröjning tillåter personen som placerar bomben att:
- förflytta sig från sprängradien för att undvika att skada sig själv
- göra det svårare att bli identifierad som den som placerat bomben
- placera bomben när ingen är närvarande, för att sedan detonera den när de avsedda offren förväntas finnas i närheten.

Tidsinställda bomber kan jämföras med spränganordningar där tidsintervallet är kortare (till exempel 4-5 sekunder hos handgranater); eller spränganordningar som detoneras genom andra mekanismer som till exempel fjärrkontroll, eller någon form av sensor som är känslig för lufttryck (och därmed höjd över havet), radar, vibrationer eller beröring (se landmina).

## Inom datalogin
Begreppet tidsbomb används ibland inom datalogin för att beteckna programlogik som utlöses vid en i förhand programmerad tidpunkt. Till exempel var datorviruset Michelangelo  programmerat att utlösas den 6 mars (Michelangelo Buonarrotis födelsedag) och raderade då den infekterade datorns hårddisk. Tidsbomber används också ofta i betaversionsmjukvara för att begränsa tillgängligheten efter ett visst datum. 